# Muotkalahdensaari
Muotkalahdensaari är en ö i Finland. Den ligger i sjön Muotkajärvi och i kommunen Enontekis i den ekonomiska regionen  Fjäll-Lappland  och landskapet Lappland, i den norra delen av landet, 900 km norr om huvudstaden Helsingfors. Öns area är 1 hektar och dess största längd är 120 meter i sydväst-nordöstlig riktning.